# 微纳星空
北京微纳星空科技有限公司簡稱微纳星空，是中華人民共和國一家民營微小卫星研發企業，總部位於北京中国航发大厦，由高恩宇、吴树范等人創辦於2017年8月。2018年，微纳星空完成三次宇航发射任务，成功兩次。